# 歌里町
歌里町（うたさとちょう）は、愛知県名古屋市西区にある地名。丁番を持たない単独町名である。住居表示未実施。

## 地理
名古屋市西区北部に位置する。東から南東は大野木、西は五才美町、南西は市場木町、北は宝地町に接する。

## 歴史

### 沿革
- 1972年（昭和47年） - 西区山田町大野木・山田町上小田井の各一部により西区歌里町として成立[1]。

## 世帯数と人口
2019年（平成31年）2月1日現在の世帯数と人口は以下の通りである。
| 町丁   | 世帯数  | 人口    |
| ------ | ------- | ------- |
| 歌里町 | 798世帯 | 1,870人 |

## 学区
市立小・中学校に通う場合、学校等は以下の通りとなる。また、公立高等学校に通う場合の学区は以下の通りとなる。
| 番・番地等 | 小学校                 | 中学校                 | 高等学校 |
| ---------- | ---------------------- | ---------------------- | -------- |
| 全域       | 名古屋市立大野木小学校 | 名古屋市立山田東中学校 | 尾張学区 |

## 交通

### バス
- 名古屋市営バス（名古屋市交通局）
  - 大野木一丁目停留所[WEB 8]
    - アのりば - ■名駅12号系統（如意車庫前行）・■栄11号系統（如意車庫前行）・□山田巡回系統（如意車庫前行）

  - 大野木二丁目停留所[WEB 9]
    - アのりば - □山田巡回系統（如意車庫前行）

  - 大野木四丁目停留所[WEB 10]
    - エのりば - □小田11号巡回系統（上小田井駅行）

## 施設
- 尾西信用金庫名古屋山田支店
- 愛中理化工業本社工場

## その他

### 日本郵便
- 郵便番号 : 452-0807[WEB 3]（集配局：名古屋西郵便局[WEB 11]）。

### WEB
1. ↑  “愛知県名古屋市西区の町丁・字一覧”.   人口統計ラボ. 2019年3月17日閲覧。
2. 1 2  “町・丁目(大字)別、年齢(10歳階級)別公簿人口(全市・区別)”.   名古屋市 (2019年2月20日). 2019年3月10日閲覧。
3. 1 2  “郵便番号”.  日本郵便. 2019年3月10日閲覧。
4. ↑  “市外局番の一覧”.   総務省. 2019年1月6日閲覧。
5. ↑  “西区の町名一覧”.   名古屋市 (2017年6月1日). 2019年2月28日閲覧。
6. ↑  “市立小・中学校の通学区域一覧”.   名古屋市 (2018年11月10日). 2019年1月14日閲覧。
7. ↑  “平成29年度以降の愛知県公立高等学校（全日制課程）入学者選抜における通学区域並びに群及びグループ分け案について”.   愛知県教育委員会 (2015年2月16日). 2019年1月14日閲覧。
8. ↑  名古屋市交通局. “なごや地図ナビ 大野木一丁目”. 2014年1月11日閲覧。
9. ↑  名古屋市交通局. “なごや地図ナビ 大野木二丁目”. 2014年1月11日閲覧。
10. ↑  名古屋市交通局. “なごや地図ナビ 大野木四丁目”. 2014年1月11日閲覧。
11. ↑  郵便番号簿 平成29年度版 - 日本郵便. 2019年03月10日閲覧 (PDF)

### 書籍
1. 1 2  「角川日本地名大辞典」編纂委員会 1989, p. 223.